# Nuna asiilasooq
Nuna asiilasooq (dansk: Det vidtstrakte land) er sammen med Nunarput utoqqarsuanngoravit en af de to grønlandske nationalmelodier.
Nuna asiilasooq har været anvendt officielt siden 1916. Oprindeligt blev den sunget på samme melodi som den danske nationalsang Der er et yndigt land. I vore dage synges den på en melodi komponeret af Jonathan Petersen, som også har skrevet teksten.
Nuna Asiilasooq blev i 1979 officielt nationalmelodien for Grønland sammen med ovennævnte melodi, skrevet og komponeret af Jonathan Petersen.
Igen i 1990 og 1994 blev det diskuteret i det daværende landsting, hvilken eller hvilke nationalmelodier, der skulle bruges hvornår. Der var tale om at der skulle være folkeafstemning, men det endte med, at befolkningen selv må beslutte, hvornår man bruger den ene eller den anden.
Teksten er oversat til dansk af Bent Nielsen.